# Артур Ігнатіус Келлер
Артур Келлер (англ. Arthur Ignatius Keller; 1866-1925) — американський художник та ілюстратор.

## Біографія
Народився 4 липня 1866 року в Нью-Йорку в родині Адама і Матильди Келлер.
Батько, дизайнер і гравер, був першим вчителем Артура. У сімнадцять років він почав навчання в Національній академії дизайну в Нью-Йорку, де навчався у Лемюеля Уилмарта. У 1890 році Келлер вирушив до Мюнхена, де протягом двох років навчався у Людвіга фон Леффица (нім. Ludwig von Loeffiz). Батько намагався переконати Артура залишитися в Європі і поїхати вчитися до Франції, але Келлер повернувся в Сполучені Штати, в Нью-Йорк. Тут він зайнявся ілюструванням книг і журналів, що, ймовірно, було викликано фінансовими міркуваннями. До 1912 році Келлер проілюстрував близько 150 книг і понад 600 випусків провідних журналів, отримавши загальне визнання.
Серед нагород Артура Келлера — премія за акварелі філадельфійського клубу Philadelphia Art Club, срібна медаль Всесвітньої виставки в Парижі в 1900 році, бронзова та срібна медалі Всесвітньої виставки в Сент-Луїсі в 1904 році і золота медаль виставки Panama Exposition в Панамі.
Помер від пневмонії в Нью-Йорку 2 грудня 1925 року.

Ілюстрація до роману Оуена Уістера «Віргінець»
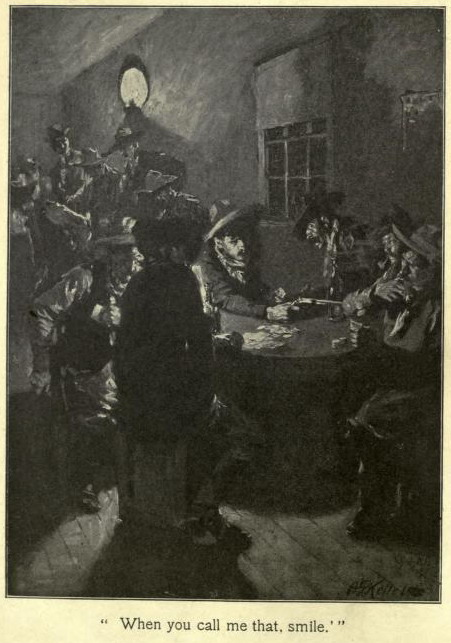
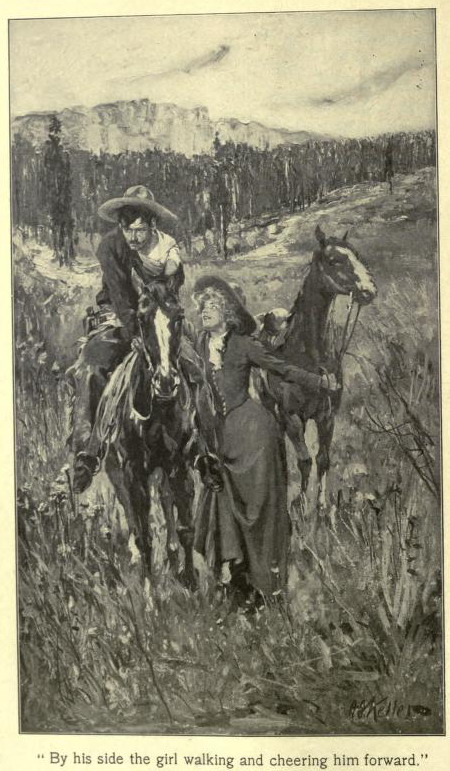
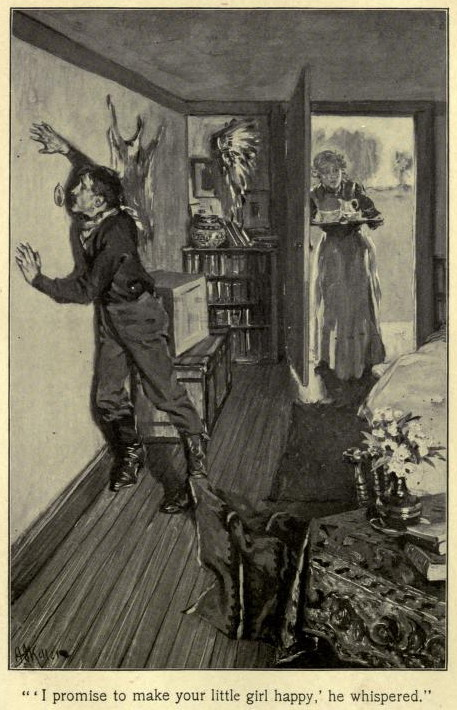
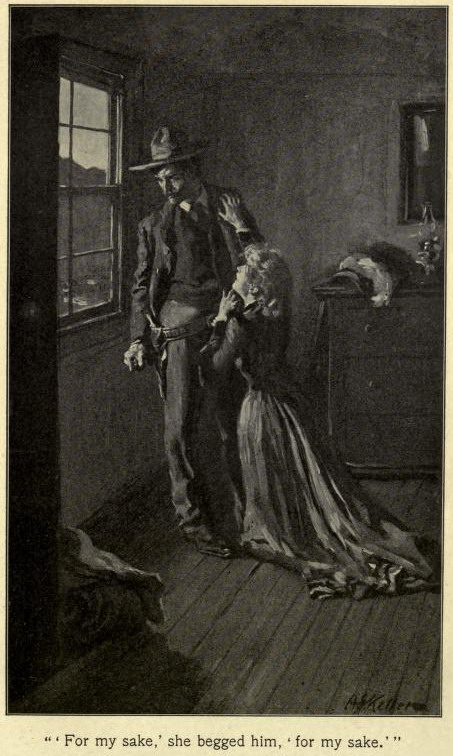

## Натхнення для уніформи Ку-клукс-клану
Його робота з Діксоном над ілюстраціями до книги "The Clansman" стала джерелом натхнення для уніформи Ку-клукс-клану. Оригінали ілюстрацій знаходяться в колекції Томаса Фредеріка Діксона-молодшого в Меморіальній бібліотеці Джона Р. Довера в Університеті Гарднера-Вебба.
Артуро Альфонсо Шомбург був одним із перших, хто помітив схожість між уніформою Ку-клукс-клану та капіротами, які носили члени Севільського братства.